# José Perales Nájera
José Perales Nájera (Palma, 25 de mayo de 1993) es un futbolista español que juega de portero en el Xerez DFC de la Segunda División RFEF.

## Carrera deportiva
Perales comenzó su carrera deportiva en el C. D. Puertollano B, en 2010, llegando a jugar también con el primer equipo.
En 2012 fichó por el Elche Ilicitano, en el que jugó sólo una temporada, pasando posteriormente por el C. D. Constancia, por el Atlético Baleares y por el C. D. Binisalem, jugando una temporada en cada uno de ellos.
En 2016 fichó por el Gimnàstic de Tarragona, pasando a ser portero de su equipo filial, el C. F. Pobla de Mafumet. En agosto de 2017 renovó su contrato y debutó como profesional un mes después, con el Gimnàstic de Tarragona, en Segunda División, en la derrota por 0-4 del Nàstic frente al Real Sporting de Gijón.
En 2018 abandonó el club tarraconense para jugar en el C. F. Badalona de la Segunda División B, dejando el club después de media temporada para vivir su primera experiencia en el extranjero, de la mano del Dinamo Tbilisi, logrando ser campeón de la Erovnuli Liga.
En agosto de 2020 regresó a España para jugar 3 años en el San Fernando C. D.
Tras pasar por Alcoy e Ibiza, recala en Jerez en junio de 2025.

## Clubes
| Club                   | País    | Año         |
| ---------------------- | ------- | ----------- |
| C. D. Puertollano B    | España  | 2010 - 2012 |
| C. D. Puertollano      | España  | 2011        |
| Elche Ilicitano        | España  | 2012 - 2013 |
| C. D. Constancia       | España  | 2013 - 2014 |
| Atlético Baleares      | España  | 2014 - 2015 |
| C. D. Binisalem        | España  | 2015 - 2016 |
| C. F. Pobla de Mafumet | España  | 2016 - 2018 |
| Gimnàstic de Tarragona | España  | 2017 - 2018 |
| C. F. Badalona         | España  | 2018 - 2019 |
| Dinamo Tbilisi         | Georgia | 2019 - 2020 |
| San Fernando C. D.     | España  | 2020 - 2023 |
| CD Alcoyano            | España  | 2023 - 2024 |
| CD Ibiza               | España  | 2023 - 2024 |
| Xerez DFC              | España  | 2025 - Act. |

## Palmarés

### Títulos nacionales
| Título        | Club           | País    | Año  |
| ------------- | -------------- | ------- | ---- |
| Erovnuli Liga | Dinamo Tbilisi | Georgia | 2019 |